# Brohna

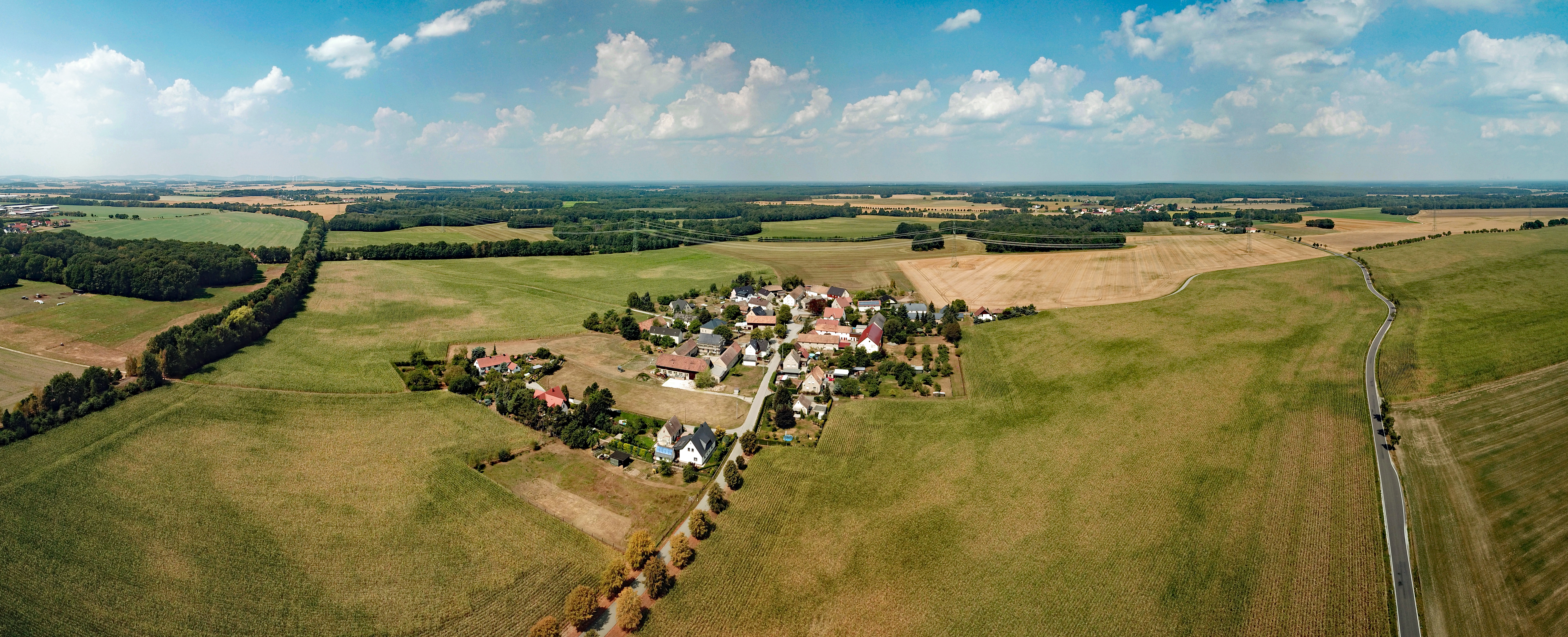
Luftbildpanorama

Brohna, obersorbisch Bronjoⓘ, ist ein Dorf in der Gemeinde Radibor im Norden des Landkreises Bautzen in der Oberlausitz 11 km nördlich von Bautzen. Es hat 80 Einwohner und zählt zum katholischen Kern des sorbischen Siedlungsgebiets.

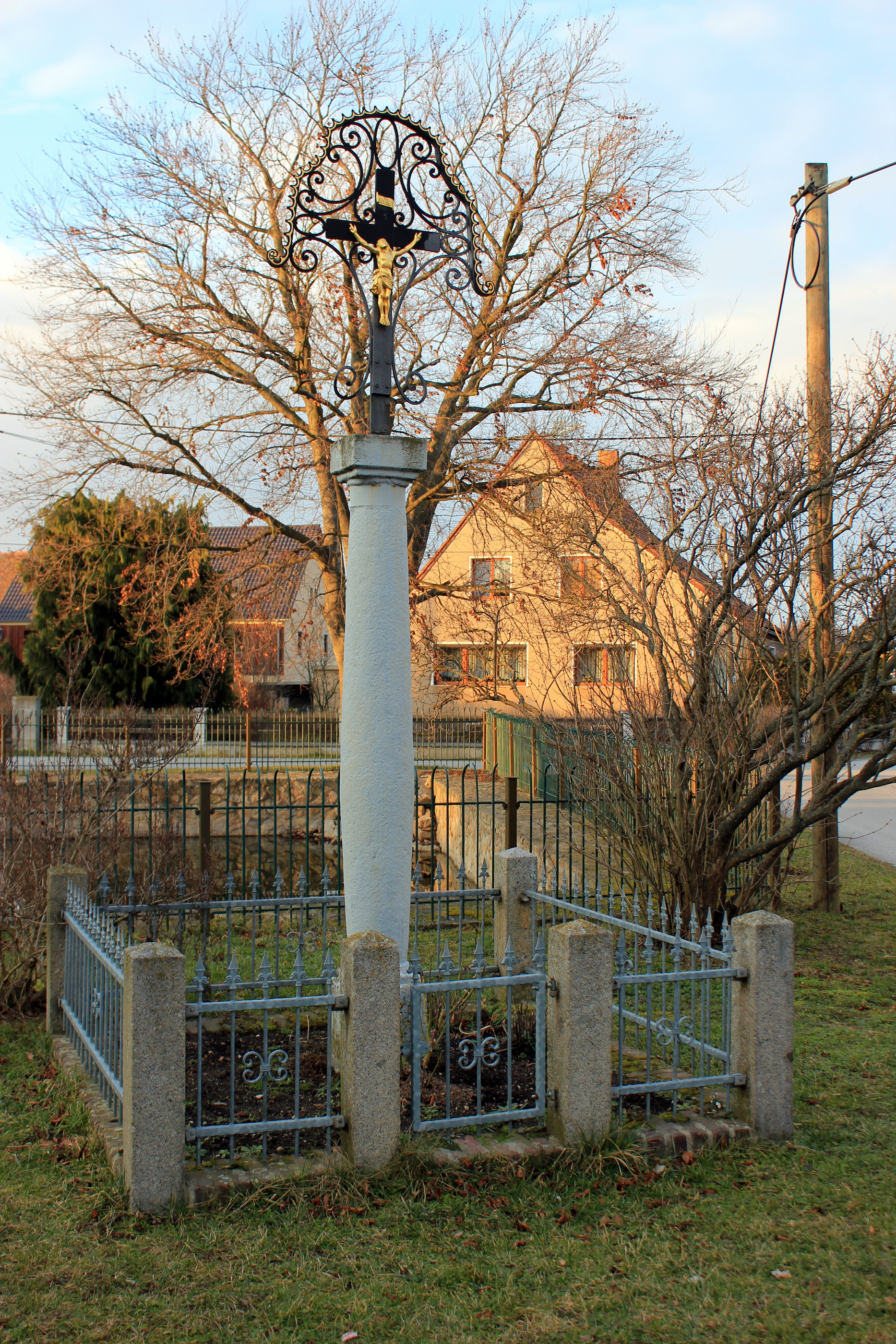
Wegkreuz am Dorfplatz Brohna

## Geografie
Das Rundplatzdorf befindet sich einen Kilometer nördlich vom Ortszentrum Radibors, etwas abseits der Landstraße nach Luppa im lössbedeckten und flachwelligen Landschaftsraum Oberlausitzer Gefilde. Der Ort liegt auf einer Höhe von 156 Metern über Normalnull und wird somit der kollinen Höhenstufe zugeordnet.
Umliegende Ortschaften sind Luppa im Norden, Neu-Brohna im Nordosten, Camina im Osten, Luttowitz im Südosten, Radibor im Süden und Quoos im Südwesten.
Der Ortsrand wird durch landschaftsgerechte Gehölzpflanzungen gebildet. Die offene Landschaft um den kleinen Siedlungsraum wird intensiv landwirtschaftlich genutzt. Im Nordwesten schließt sich eine ausgedehnte, strukturreiche Teichlandschaft an. In der Wasserscheide zwischen Lomschanke und Schwarzwasser liegt der Litzenteich, der seit 1974 als Naturschutzgebiet ausgewiesen ist.

## Geschichte

### Name
Das Dorf wurde nach der hier befindlichen Wallanlage (Brohnaer Schanze) so genannt (altsorb. broń, „Befestigung“, vgl. obersorb. brónidło, „Rüstung“).
Deutsche Namen waren 1517 Brohn, Brone, 1519 Bronaw, 1522 Brone, 1658 Bronau, 1746 Bron, 1791 Brana, Bröna, 1866 Brane und seit 1908 Brohna. 
Sorbische Namen sind 1712 Bron, 1800 Bronj, 1835 (1866) Broń und ab 1886 Bronjo.
Die urkundliche Ersterwähnung war 1290 als Herrensitz (Nicolaus de Bronowe). Weitere Nennung um 1414 (1427) Nickel vom Bron, von Brone. Die Zugehörigkeit des Dorfes zur Grundherrschaft war ab 1522 zum Rittergut Radibor und ab 1777 Rittergut Malsitz. Zum 1. April 1936 wurde der Ort nach Radibor eingemeindet.

### Schanze
Im heute trockengelegten Sumpfgebiet liegt ca. 300 m nördlich von Brohna die Schanze, sorbisch Hrodźiščo (Burgwall). Diese alte Schanze ist heute nur noch zu etwa einem Sechstel erhalten, da man große Teile der ehemals runden Niederungsburg zur besseren Nutzung der sumpfigen Wiesen abgetragen hat.
Der Zugang zum festen Land verlief in Richtung auf den heutigen Ort Brohna auf dem kürzesten Weg durch den Sumpf. Der Wall wurde durch einen 6 Meter breiten und mehr als 1 Meter tiefen Vorgraben umgeben, der einen inneren Durchmesser von 48 Metern besaß. Die nutzbare Innenfläche der Schanze hatte einen Durchmesser von 25 Metern. Die Schanze zählt zu den kleinsten slawisch geprägten hochmittelalterlichen Wallanlagen in Sachsen.
Bei Grabungen wurde in der Schanze vorwiegend Keramik gefunden, die vom 9. und dem Anfang des 10. Jahrhunderts stammt und sich durch Achseindrücke von der Handtöpferscheibe auszeichnet sowie mit Wellenbändern, Gurtung, Kammstempeln und plastischer Gurtung verziert war. Zu dieser Keramik kamen noch Eisenmesser, Mühlsteine aus Lausitzer Granodiorit, Schleifsteine und durchbohrte Wetzsteine sowie Schlittknochen. Waffen konnten bei den Grabungen nicht gefunden werden.

### Einwohner
- 1777: 9 besessene (=ansässige) Mann, 1 Gärtner, 10 Häusler[6]
- 1834: 94 Ew Osterreiten in Brohna 2006
- 1871: 95 Ew
- 1890: 120 Ew
- 1910: 124 Ew
- 1925: 149 Ew

Sorben:
- 1885: 103 Ew
- 1900: 129 Ew

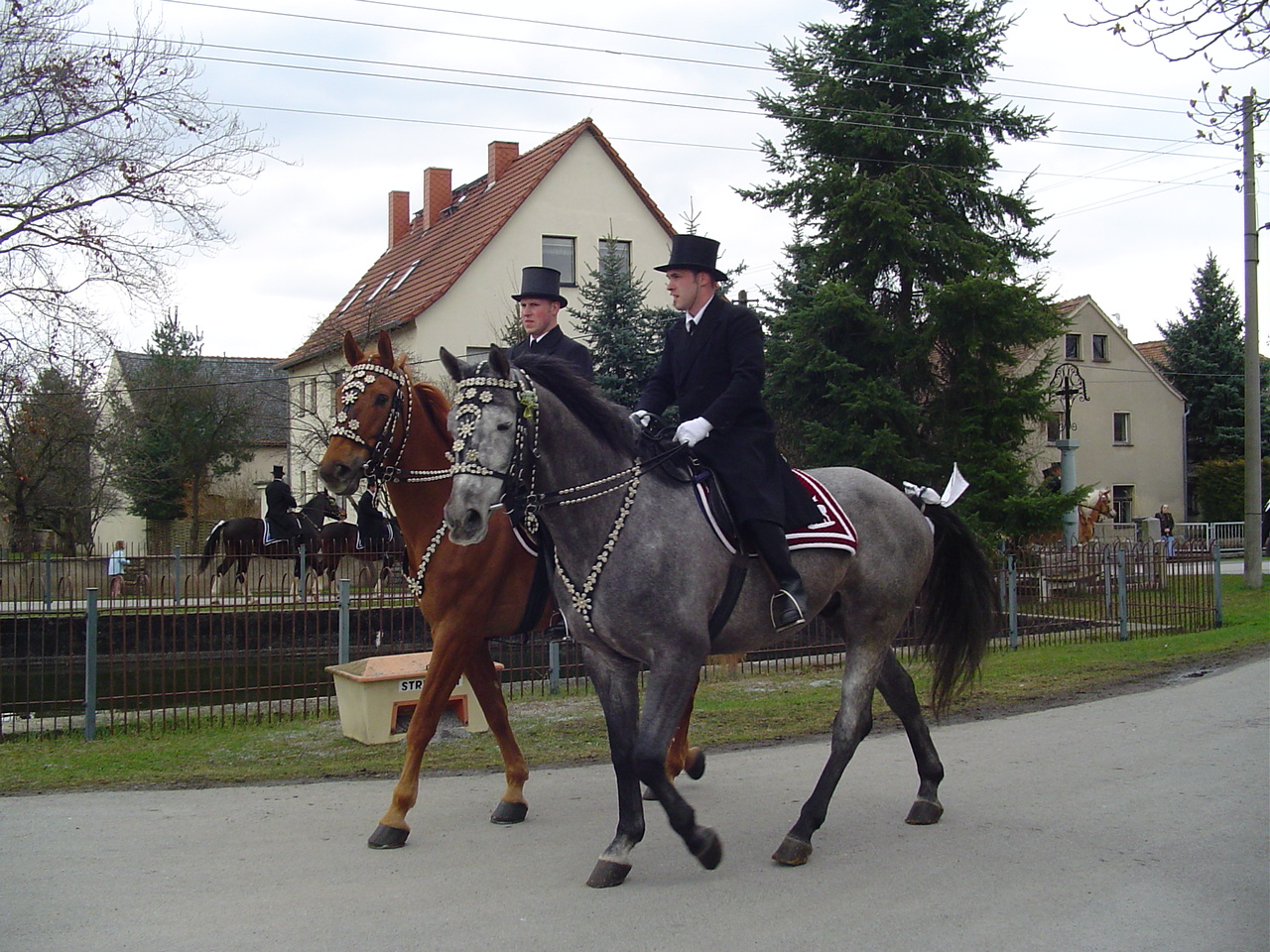
Osterreiten in Brohna 2006

Für seine Statistik über die sorbische Bevölkerung in der Oberlausitz ermittelte Arnošt Muka in den achtziger Jahren des 19. Jahrhunderts eine Bevölkerungszahl von 114 Einwohnern; davon waren 111 Sorben (97 %) und 3 Deutsche. Bis heute ist Brohna ein sorbischer Ort.

## Traditionen und Bräuche
In Brohna wird der sorbisch-katholische Brauch des Osterreitens gepflegt.
Das Nikolaussingen findet alljährlich am 6. Dezember statt und hat sich bis heute erhalten.

## Trivia
Im Jahr 2010 jährt sich zum 50. Mal die Wiederkehr eines Storchenpaares nach Brohna. Das lange Jahre auf dem First einer Scheune befindliche Nest wurde vor einigen Jahren auf Grund des Umbaues dieses Gebäudes durch die Vogelschutzwarte Neschwitz umgesetzt auf einen Masten hinter das Gebäude. Trotz dieser Veränderung kamen die Storche wieder.

## Persönlichkeiten
- Jan Meškank (1905–1972), sorbischer Lehrer